# Aarne Ruben
Pour les articles homonymes, voir Ruben.
Aarne Ruben, né le 17 juillet 1971 à Tallinn, est un écrivain estonien.

## Biographie
Aarne Ruben a écrit des nouvelles, principalement en rapport avec l'Histoire de l'Estonie au XXe siècle ; la plus connue d'entre elles est Volta siffle tristement (2001).
En 2000, il reçoit le premier prix du concours de nouvelles organisé par la Fondation Estonienne de la Nouvelle.

## Œuvres
- 2000 : Gouvernement Vares-Barbarus (un aperçu historique du coup d'état soviétique dans l'année 1940, et son leader, le poète Johannes Vares)
- 2001 : Volta siffle tristement, a reçu le prix du meilleur roman de l'année 2001, au sujet de la révolution à Tallinn de 1905, et après exil, Lénine et le mouvement dada à Zurich pendant la Première Guerre mondiale[2]
- 2004 : Bête dans la marche d'escalier, un roman du Moyen Âge
- 2007 : Histoires sur Anvelt et Kingissepp, le sujet est Jaan Anvelt, un écrivain et une personnalité politique communiste estonienne, que disparût en prison stalinien
- 2008 : Entreprises dans les maisons avec des trous de balles, sur le mouvement ouvrier estonien dans la années 1920
- 2009 : Jour du jugement, regards sur l'amour adolescent pendant la Seconde Guerre mondiale
- 2013 : « Présence de la femme, une silence sémiotique », article scientifique consacré aux fonctions sémiotiques d'un silence et chasses aux sorcières dans le monde (en anglais), revue Semiotica[3] ;